# Panthera onca onca
Panthera onca onca es una subespecie del jaguar (Panthera onca).

## Distribución geográfica
Se encuentra en las cuencas hidrográficas de los ríos Orinoco y Amazonas, incluyendo Colombia, Venezuela, este amazónico de Perú, las Guyanas,  este de Bolivia y el norte y centro de Brasil.